# Campionato italiano di go
Il Campionato italiano di go è il principale torneo di Go in Italia, organizzato dalla Federazione Italiana Gioco Go (FIGG).
Con la nascita della FIGG nel 1989, si è deciso di considerare come primo Campionato italiano quello disputato nel 1980, sebbene in precedenza ci fossero stati altri tornei e altri Campioni.

## Albo d'oro
| Edizione | Anno | Luogo            | Vincitore          | Risultato | Finalista             |
| -------- | ---- | ---------------- | ------------------ | --------- | --------------------- |
| 1        | 1980 | Milano           | Roberto Mercadante |           |                       |
| 2        | 1981 | Milano           | Enzo Burlini       |           |                       |
| 3        | 1982 | Milano           | Sergio Parimbelli  |           |                       |
| 4        | 1983 | Milano           | Enzo Burlini       |           |                       |
| 5        | 1984 | Milano           | Sergio Parimbelli  |           |                       |
| 6        | 1985 | Milano           | Fulvio Savagnone   |           |                       |
| 7        | 1986 | Milano           | Primo Garofalo     |           |                       |
| 8        | 1987 | Milano           | Enzo Burlini       |           |                       |
| 9        | 1988 | Milano           | Sergio Parimbelli  |           |                       |
| 10       | 1989 | Milano           | Marco Vajani       |           |                       |
| 11       | 1990 | Milano           | Primo Garofalo     |           | Ramon Soletti         |
| 12       | 1991 | Milano           | Ramon Soletti      | 2-0       | Enzo Burlini          |
| 13       | 1992 | Milano           | Enzo Burlini       | 2-1       | Ramon Soletti         |
| 14       | 1993 | Milano           | Ramon Soletti      |           | Enzo Pedrini          |
| 15       | 1994 | Milano           | Ramon Soletti      |           | Enzo Pedrini          |
| 16       | 1995 | Milano           | Enzo Pedrini       |           | Ramon Soletti         |
| 17       | 1996 | Milano           | Enzo Pedrini       | 3-2       | Ramon Soletti         |
| 18       | 1997 | Milano           | Ramon Soletti      | 3-2       | Enzo Pedrini          |
| 19       | 1998 | Milano           | Ramon Soletti      | 3-0       | Giacomo Baizini       |
| 20       | 1999 | Milano           | Ramon Soletti      | 3-0       | Enzo Pedrini          |
| 21       | 2000 | Milano           | Enzo Burlini       | 3-1       | Paolo Montrasio       |
| 22       | 2001 | Pisa             | Francesco Marigo   | 3-1       | Ramon Soletti         |
| 23       | 2002 | Bologna          | Francesco Marigo   | 3-1       | Ramon Soletti         |
| 24       | 2003 | Torino           | Francesco Marigo   | 3-1       | Ramon Soletti         |
| 25       | 2004 | Milano           | Francesco Marigo   | 3-0       | Fausto Predieri       |
| 26       | 2005 | Colleoli         | Francesco Marigo   | 3-0       | Ramon Soletti         |
| 27       | 2006 | Carpi            | Francesco Marigo   | 3-0       | Ramon Soletti         |
| 28       | 2007 | Villorba         | Davide Minieri     | 3-2       | Francesco Marigo      |
| 29       | 2008 | Milano           | Davide Minieri     | 3-0       | Giordano D'Obici      |
| 30       | 2009 | Bologna          | Francesco Marigo   | 3-0       | Carlo Metta           |
| 31       | 2010 | Sestri Levante   | Francesco Marigo   | 3-0       | Carlo Metta           |
| 32       | 2011 | Roma             | Francesco Marigo   | 3-1       | Carlo Metta           |
| 33       | 2012 | Pisa             | Francesco Marigo   | 3-0       | Carlo Metta           |
| 34       | 2013 | Venezia          | Alessandro Pace    | 1-0       | Francesco Marigo      |
| 35       | 2014 | Cesena           | Alessandro Pace    | 3-1       | Matias Pankoke        |
| 36       | 2015 | Bologna          | Matias Pankoke     | 2-0       | Tashi Walde           |
| 37       | 2016 | Genova           | Alessandro Pace    | 3-0       | Matias Pankoke        |
| 38       | 2017 | Novate Milanese  | Kim Shakhov        | 2-0       | Carlo Metta           |
| 39       | 2018 | Firenze          | Alessandro Pace    | 3-0       | Alessandro Martinelli |
| 40       | 2019 | Roma             | Alessandro Pace    | 3-0       | Carlo Metta           |
| 41       | 2020 | Bologna (online) | Alessandro Pace    | 3-2       | Carlo Metta           |
| 42       | 2021 | Pisa             | Davide Bernardis   | 3-2       | Alessandro Pace       |
| 43       | 2022 | Este             | Davide Bernardis   | 5-0       | Julian van den Busken |
| 44       | 2023 | Milano           | Davide Bernardis   | 3-1       | Kim Shakhov           |
| 45       | 2024 | Macerata         | Kim Shakhov        | 3-1       | Davide Bernardis      |

## Medagliere
| Giocatore             | Link EGD | Vittorie                         | Secondi posti                                     |
| --------------------- | -------- | -------------------------------- | ------------------------------------------------- |
| Francesco Marigo      | 10950643 | 10 (2001–2006, 2009–2012)        | 2 (2007, 2013)                                    |
| Ramon Soletti         | 10350142 | 6 (1991, 1993, 1994, 1997–1999)  | 9 (1990, 1992, 1995, 1996, 2001–2003, 2005, 2006) |
| Alessandro Pace       | 15049650 | 6 (2013, 2014, 2016, 2018–2020)  | 1 (2021)                                          |
| Enzo Burlini          | 10337140 | 5 (1981, 1983, 1987, 1992, 2000) | 1 (1991)                                          |
| Davide Bernardis      | 17886946 | 3 (2021–2023)                    | 1 (2024)                                          |
| Sergio Parimbelli     | 10450869 | 3 (1982, 1984, 1988)             |                                                   |
| Enzo Pedrini          | 10233058 | 2 (1995, 1996)                   | 4 (1993, 1994, 1997, 1999)                        |
| Kim Shakhov           | 16762284 | 2 (2017, 2024)                   | 1 (2023)                                          |
| Primo Garofalo        |          | 2 (1986, 1990)                   |                                                   |
| Davide Minieri        | 12801602 | 2 (2007, 2008)                   |                                                   |
| Matias Pankoke        | 15933973 | 1 (2015)                         | 2 (2014, 2016)                                    |
| Roberto Mercadante    | 12774905 | 1 (1980)                         |                                                   |
| Fulvio Savagnone      | 12349832 | 1 (1985)                         |                                                   |
| Marco Vajani          | 10398146 | 1 (1989)                         |                                                   |
| Carlo Metta           | 14713996 |                                  | 7 (2009–2012, 2017, 2019, 2020)                   |
| Giacomo Baizini       | 10398520 |                                  | 1 (1998)                                          |
| Paolo Montrasio       | 10474926 |                                  | 1 (2000)                                          |
| Fausto Predieri       | 12833601 |                                  | 1 (2004)                                          |
| Giordano D'Obici      | 14550085 |                                  | 1 (2008)                                          |
| Tashi Walde           | 17050704 |                                  | 1 (2015)                                          |
| Alessandro Martinelli | 16737039 |                                  | 1 (2018)                                          |
| Julian van den Busken | 14937637 |                                  | 1 (2022)                                          |